# 達賴集團
達賴集團或十四世达赖集团，是中華人民共和國政府、傳媒及學者等常用的辭彙，泛指追求西藏獨立的政治人物及其組織。
所謂的「達賴集團」雖以達賴為名，其實主要的中心成員包括西藏流亡政府、西藏青年大會等組織。2008年藏区骚乱后這個詞語在中國大陸廣泛運用。中國共產黨政府宣稱2008年藏区骚乱及西藏人民起義運動等，都是由此所謂的「達賴集團」所策劃指揮的。
其實，中國共產黨官方使用「達賴集團」一詞，是經過深思熟慮的。北京當局有鑑於巴勒斯坦領袖阿拉法特死後激進派哈馬斯坐大的教訓，將矛頭始終對準達賴喇嘛，不給「西藏青年大會」等激進組織揚名的機會，同時也利用達賴較為溫和的思想理念，加大在西藏人民中的聲望來抑制激進派的影響力。
中共當局稱達賴集團的關鍵人物是第五世桑東仁波切。